# Dardanus megistos
Dardanus megistos là một loài cua ẩn sĩ, sống trong các rạn san hô ở Ấn Độ-Thái Bình Dương khu vực từ châu Phi đến Biển Đông và Hawaii. Dardanus megistos có thể đạt được một kích thước tối đa là
8 inch (20 cm).

## Hình ảnh

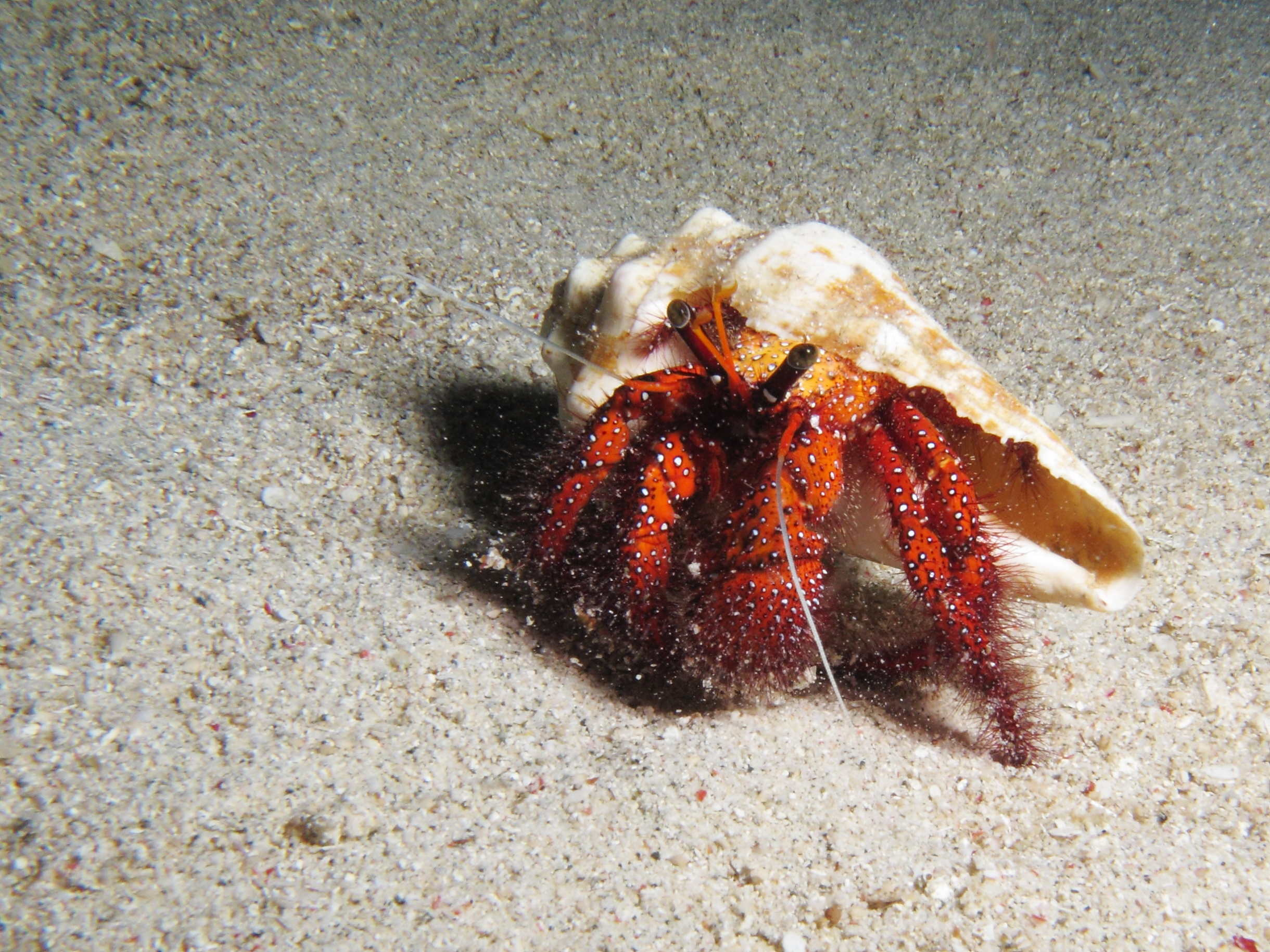
Dardanus megistos at Gilli Lawa Laut (near Komodo, Indonesia)
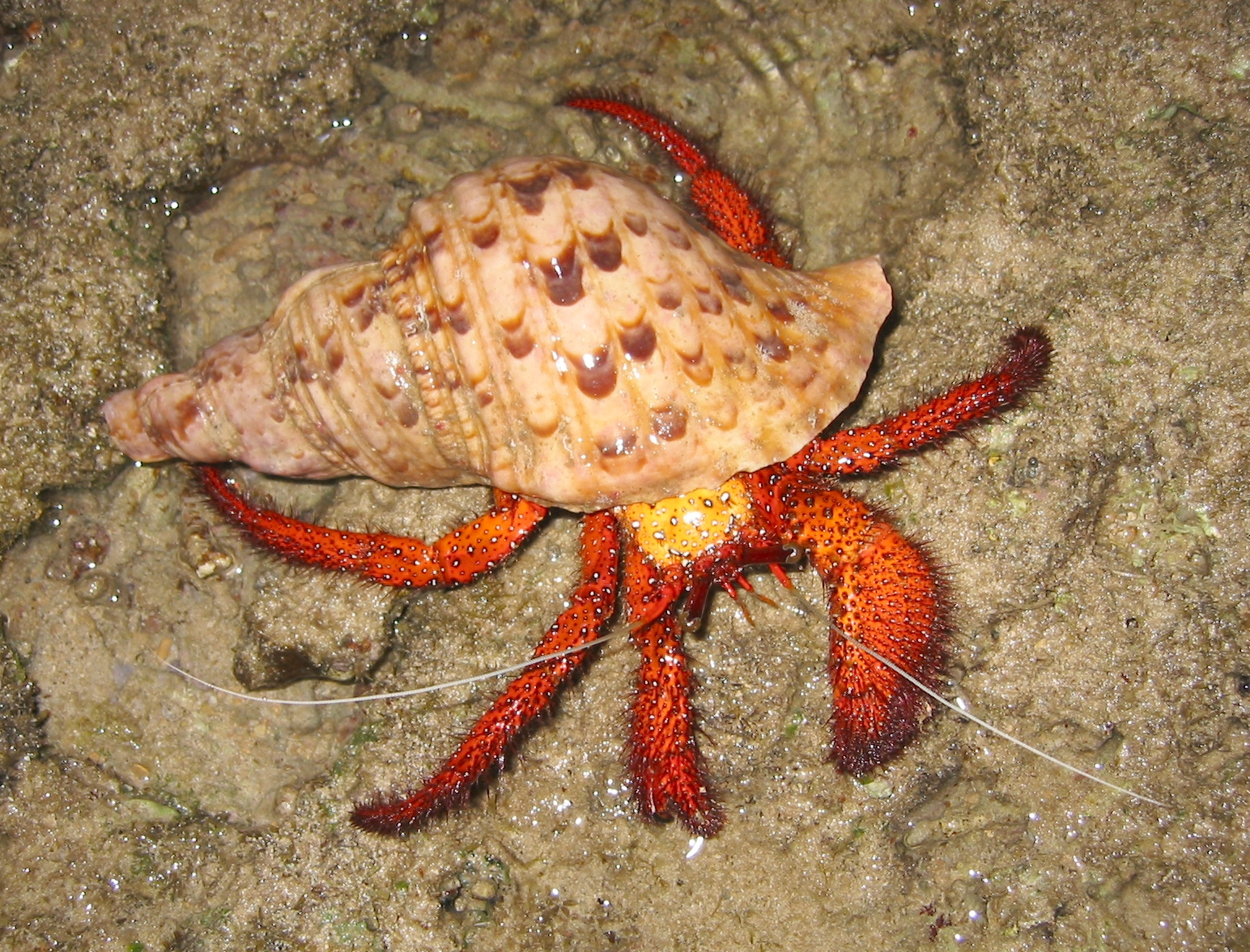
Dardanus megistos at Haemida beach, Iriomote Island, Nhật Bản
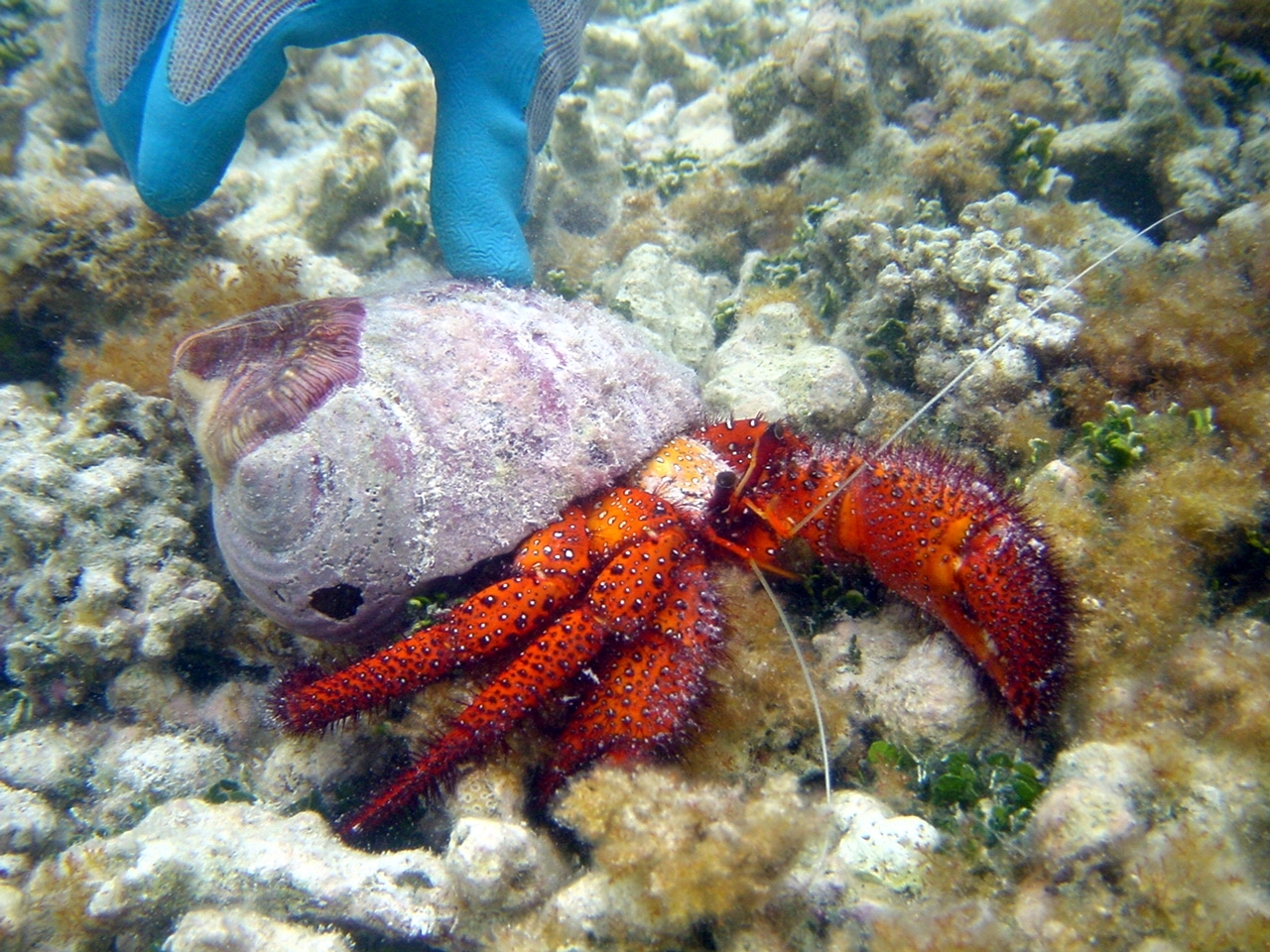
Dardanus megistos at Northwest Hawaiian Islands